# ミヒャエル・ウアマン
ミハエル・ウアマン（Michael Uhrmann、1978年9月16日 - ）は、ドイツ、バイエルン州ヴェークシャイト出身の元スキージャンプ選手。2002年ソルトレークシティオリンピックの団体ラージヒルで金メダルを獲得している。

## 経歴
スキージャンプ・ワールドカップには1994年12月30日からのジャンプ週間でデビューしており、2004年のザコパネ大会、2007年のオーベルストドルフ大会で優勝している。
また団体ではドイツ代表の一員として、2002年のソルトレイクシティオリンピックの団体ラージヒルでスベン・ハンナバルト、シュテファン・ホッケ、マルティン・シュミットと共に金メダルを獲得、ノルディックスキー世界選手権で2001年の団体ラージヒルで金メダル、団体ノーマルヒルで銅メダル、2005年の団体ノーマルヒルで銀メダル、2006年のスキーフライング世界選手権の団体でも銅メダルを獲得している。
2010-2011シーズン終了後現役を引退、2011-2012シーズンからドイツナショナルCチームのコーチに就任した。